# ایگور کریویخ
ایگور کریویخ (ارمنی: Իգոր Կրիվիխ؛ انگلیسی: Igor Krivykh؛ ۱۲ سپتامبر ۱۹۹۹ ) بازیکن هاکی روی یخ اهل ارمنستان در پست فوروارد است.

## باشگاهی
از باشگاه‌هایی که در آن بازی کرده‌است می‌توان به باشگاه هاکی روی یخ پیونیک ایروان، BKMA Yerevan اشاره کرد.

## تیم ملی
وی همچنین در تیم ملی هاکی روی یخ مردان ارمنستان بازی کرده‌است